# Краткорепи селац
Краткорепи селац (лат. Leptotes pirithous) врста је лептира из породице плаваца (лат. Lycaenidae).

## Опис врсте
Међу нашим лептирима сличан му је само дугорепи селац. Среће се дуж култивисаних ливада, а мужјаци редовно посећују влажно земљиште.

## Распрострањење и станиште
Запажан у разним крајевима Србије, понајвише почетком јесени. Чест у медитеранским и субмедитеранским областима Европе. 

## Биљке хранитељке
Основна биљке хранитељке су из породице лептирњача (Fabaceaeae).